# 经济爱国主义
经济爱国主义（英語：Economic patriotism），又称新经济爱国主义，是一个用来描述优先考虑某些群体、企业或产业的区域性经济决策的术语。这种做法注重特定区域的利益高于个人利益，并暗示对社区的道德责任超越了对区域外群体的义务。经济爱国主义可以涵盖不同的地理范围，涉及各种经济亲缘关系之间的转移。  
经济爱国主义不仅限于保护主义，还可以包括多种政策方法，从保护主义措施到开放市场战略。不像经济民族主义，经济爱国主义强调支持和促进本区域的经济发展，同时不放弃战略贸易或外国直接投资，也不过度限制移民。  
进入21世纪20年代，“新经济爱国主义”的概念逐渐获得关注，其核心在于强调国家生产能力对安全、稳定及整体福祉的重要性。新经济爱国主义倡导在不参与零和竞争或不损害其他国家发展的情况下，建设可持续且包容的经济。其战略包括优先发展国内生产，投资于多样化的产业和地区。